# Jacques Mairesse
Jacques Désiré Mairesse (Parigi, 27 febbraio 1905 – Véron, 15 giugno 1940) è stato un calciatore francese, di ruolo difensore.

## Palmarès

### Club

#### Competizioni nazionali
- Coppa di Francia: 1

Sète: 1929-1930